# Čuja (affluente del Katun')
La Čuja (in russo  Чуя?) è un fiume della Russia siberiana sudoccidentale, affluente di destra del Katun' (bacino idrografico dell'Ob'). Scorre nei Koš-Agačskij, Ulaganskij e Ongudajskij rajon della Repubblica dell'Altaj.

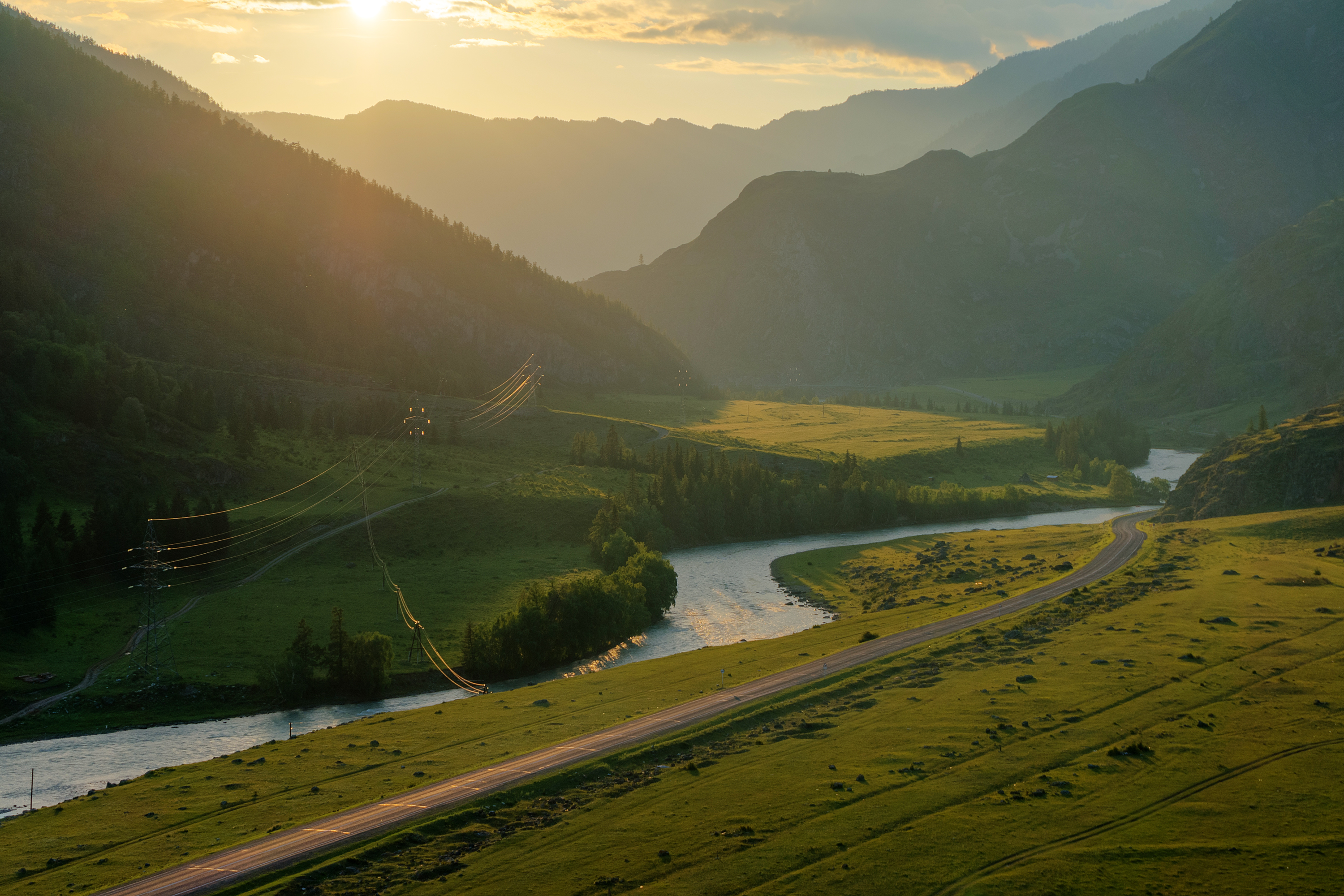
La strada R256 "Čujskij trakt" visibile lungo il corso della Čuja.

## Geografia
Il fiume ha origine sulle pendici occidentali dei monti Čichačëv (хребет Чихачёва), una cresta degli Altaj, nei pressi del confine fra Russia e Mongolia, da un piccolo lago senza nome a un'altitudine di 2931 m. Il corso d'acqua, chiamato Pravaja Boguty (Правая Богуты, "Boguty di destra"), dopo essersi unito alla Levaja Boguty ("Boguty di sinistra") sfocia nel lago Boguty e ne esce con questo nome. Più a valle, nella steppa della Čuja, cambia nome in Justyt (Юстыт) e, dopo l'apporto di vari affluenti, assume quello di Čuja nei pressi del villaggio di Koš-Agač. La lunghezza del fiume è di 329 km, l'area del bacino è di 11 200 km².
Il fiume scorre con direzione nordoccidentale, attraversa la steppa di Kuraj, a sud dei monti Kurajskij, in un ambiente tipicamente montano; a valle acquisisce un carattere semi-montuoso e in alcuni punti il letto del fiume presenta delle rapide. Alla confluenza del tributario di sinistra Mažoj, che scende dai monti Severo-Čujskij, la Čuja si immette in un canyon tra alte creste. La cosiddetta "cascata Mažoj" viene utilizzata per organizzare gare di sport acquatici ad alta complessità. Sulla sezione del fiume, lunga 17 km, ci sono 54 rapide. La Čuja riceve poi da destra la Čibitka e sfocia nell'alto corso del Katun' (a 367 km dalla sua foce) nei pressi dell'insediamento di Inja. Il fiume è congelato, mediamente, da fine ottobre - novembre a fine aprile - primi di maggio.
Lungo il suo corso la Čuja  incontra i villaggi di Koš-Agač e Kuraj e altri piccoli insediamenti; la sua valle è percorsa da un tratto dell'importante arteria R256, via di comunicazione fra Novosibirsk e la frontiera mongola, che viene anche chiamata, dal nome del fiume, Čujskij trakt (Чуйский тракт).